# José Romá

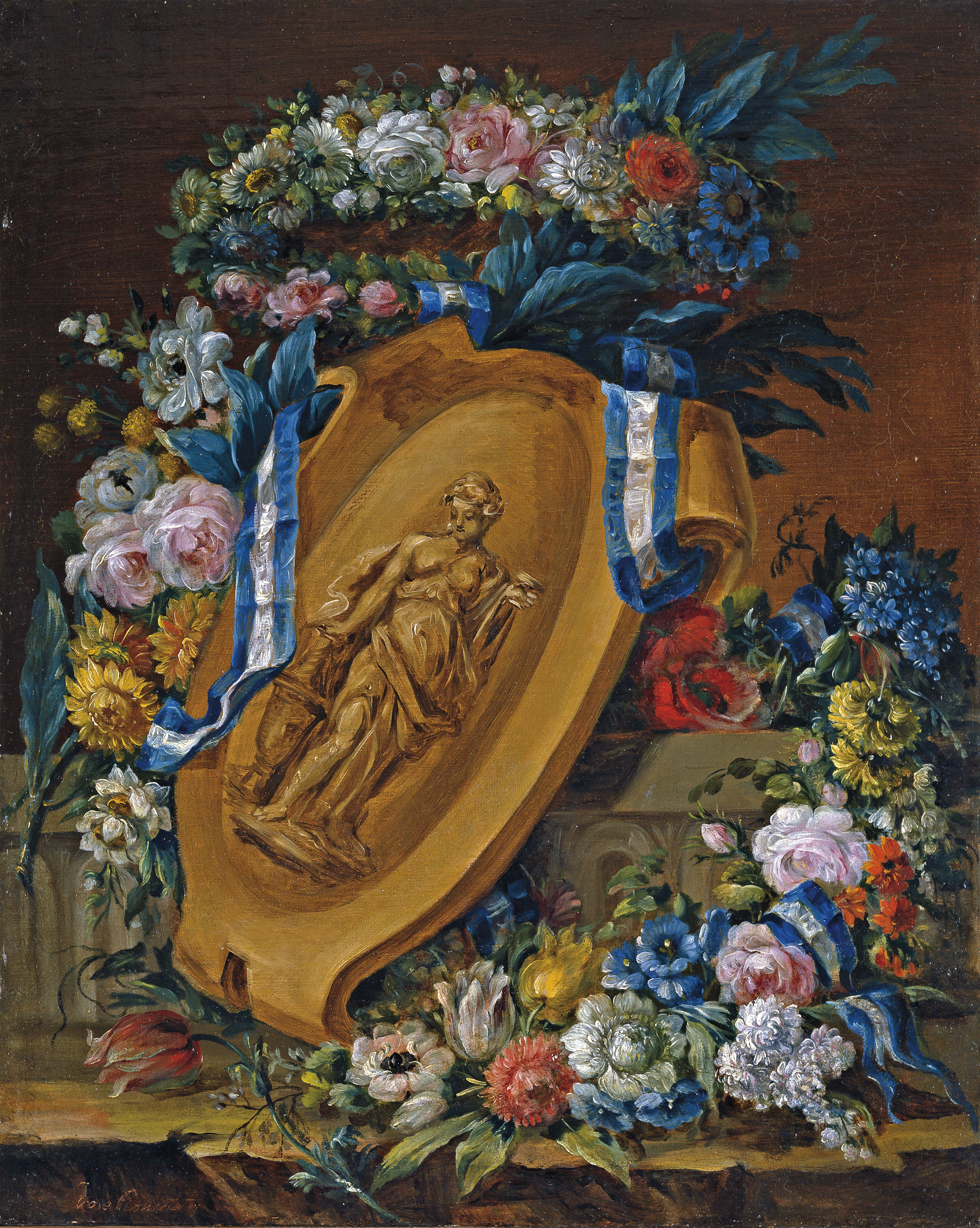
Guirnalda de flores con motivo escultórico, óleo sobre lienzo, 56 x 46 cm, Madrid, Museo del Prado.

José Romá (Valencia, 1784-1852) fue un pintor español de flores y guirnaldas.
Discípulo de Benito Espinós y Vicente López en la Real Academia de Bellas Artes de San Carlos destacó en la pintura de flores y ornatos, por las que fue premiado en 1807 y 1810. En 1817 fue nombrado académico de mérito en Flores y en 1826 de Pintura. En 1837, tras la jubilación de José Zapata, fue designado director del Estudio de Flores y Ornatos de la Academia de San Carlos, que con él perdió en gran medida el que había sido su objeto fundacional, destinado a servir a las necesidades de la industria sedera, para convertirse en un estudio de la ornamentación artística desligado de la función artesanal. La Sala, de hecho, cambió su nombre y dos años antes de su muerte, en 1850, pasó a denominarse de dibujo lineal y adorno.
Además de composiciones florales de carácter marcadamente decorativo, conservadas en escaso número, pintó retratos (Isabel II, Estudi General de la Universidad de Valencia) y proporcionó los dibujos grabados por Tomás Rocafort entre otros con los que salió ilustrada la Historia General de España del padre Juan de Mariana en la edición valenciana de Manuel López, 1830-1841.